# Liste der Mitglieder der American Academy of Arts and Sciences/1865
Im Jahr 1865 wählte die American Academy of Arts and Sciences 16 Personen zu ihren Mitgliedern.

## Neugewählte Mitglieder
- George Bemis (1816–1878)
- Samuel Gilman Brown (1813–1885)
- Edward Hammond Clarke (1820–1877)
- John William Draper (1811–1882)
- Samuel Eliot (1821–1898)
- Daniel Raynes Goodwin (1811–1890)
- Edward Everett Hale (1822–1909)
- George William Hill (1838–1914)
- Tayler Lewis (1802–1877)
- Fielding Bradford Meek (1817–1876)
- Silas Weir Mitchell (1829–1914)
- Jean Victor Poncelet (1788–1867)
- Frederic Ward Putnam (1839–1915)
- Lewis Morris Rutherfurd (1816–1892)
- Charles Sumner (1811–1874)
- John Eugene Tyler (1819–1878)